# Храм Зуба Будди
Храм Зуб Будди (Шрі Далада Малігава, синг. ශ්‍රී දළදා මාළිගාව, англ. Sri Dalada Maligawa) — буддійський храм на Шрі-Ланці.

## Історія
Храму Далада Малігава близько двохсот п'ятдесяти років. Він побудований в першій половині XVIII століття. Центром архітектурної композиції є восьмикутна вежа — сховище священної реліквії. Поруч знаходиться невелика дагоба — так на Цейлоні називаються буддійські ступи. Усередині храм вражає пишністю і розкішшю оздоблення. Він прикрашений прекрасними фресками. На них зображені всі 24 Будди — попередні втілення Будди Гаутами.
Приблизно в 540 році до нашої ери померлого Будду кремували і з згорілого багаття дістали чотири зуби. Його святі мощі прийняли на зберігання найвідданіші послідовники великого Вчителя. Багато століть Зуб перебував в Індії у правителів династії Калінга. Але поступово в Індії втрачалася повага до цієї реліквії, брахмани навіть випробували Зуб на міцність: клали на ковадло і били молотом, але не змогли його пошкодити.
Священна реліквія храму — зуб Будди — була привезена на Цейлон у 371 році. За переказами, IV правитель Калінга — Гухазіва, терплячи поразки у війнах і побоюючись за долю своєї держави, і того, що його трон захоплять супротивники буддизму, заповів своїй дочці — якщо він загине в бою — перевезти реліквію в безпечне місце — до Цейлону. Так і сталося: вороги вбили правителя. Тоді його дочка Хемамала, заховавши Зуб в пишній зачісці, таємно разом з чоловіком сіла на корабель і під виглядом пілігримів вони покинули Індію, попрямувавши до берегів «благословенній землі». Благополучно досягнувши острову, вони дісталися до столиці Анурадхапури і передали Священний Зуб прямо в руки короля Сіріменгхаванна, який залишив його на зберігання у своєму палаці.
З давніх часів існувало повір'я, що цей зуб має чарівну силу: кому він належить, тому належить влада. Тому зуб Будди завжди належав королівської династії, і він зберігався у палаці сингальських королів.
Спочатку зуб знаходився в місті Анурадхапурі, потім його перенесли до Полонаруви, а у 1592 році Зуб потрапляє до нової столиці — Канді, де його поміщають спочатку до двоярусної гробниці, а через багато часу правитель Нарендра Сінха спеціально для зберігання цієї реліквії будує тут новий храм — його називають ще Внутрішній храм.
З того часу й донині храм став місцем паломництва сотень тисяч буддистів. Португальці, що висадилися в XVI столітті на острові і захопили Канді, одного разу стерли місто з лиця землі і знищили священний зуб. Але він з'явився знову і став предметом поклоніння.
Храм і його споруди наповнені багатьма втіленнями Будди. Так, наприклад, у нижньому ярусі знаходиться сидячий Будда, висічений з брили гірського кришталю. А в одній зі скриньок на цьому ж ярусі зберігається крихітна фігурка Будди, вирізана з цілісного смарагду. Є в храмі і окремий зал, де виставлені статуї, подаровані монастирями і віруючими з Індії, Таїланду, Китаю, Японії: золоті, білі, жовті, зелені Будди. Тут же гіпсовий відбиток сліду ноги Будди з піка Адама.
У внутрішньому дворі храму знаходиться сховище, а в ньому постійно під охороною двох ченців за ґратами в «Залі прекрасного виду» на срібній стільниці підноситься Велика карандува — золота ступа, яка складається з семи однакових за формою ковчегів. Зовнішній ковчег — позолочений. У нього вкладаються один в іншій (як у матрьошці) ще шість ковчегів, інкрустованих золотом і дорогоцінними каменями. У самому маленькому з них і спочиває головна реліквія храму — священний Зуб Будди. Золото і алмази, пожертвувані храму королем Раджасінгхе, переливаються на стінах залу. Перед входом до нього стоїть безліч золотих фігур.
Сам Зуб бачили дуже небагато людей. Був час, коли доступ до золотої ступи мали лише король, його наближені і деякі з ченців. Зараз храм Зуба Будди відкритий з світанку до заходу сонця, тому ступу можуть споглядати всі охочі, хто в змозі вистояти довгу чергу до цієї святині. У дуже рідкісних випадках, коли показують сам Зуб, його укладають в особливу золоту петлю, що виходить з центру золотого лотосу, тому що священний Зуб був знайдений в Індії саме на квітці лотосу.
За повір'ям, достатньо зубу зникнути, щоб покласти кінець буддійським віруванням Шрі-Ланки. Знищити зуб намагалися багато разів. У 1998 році ісламісти спробували знищити зуб, заклавши бомбу в храмі Далада Малігава. Бомба спрацювала, храм був пошкоджений, але реліквія залишилася цілою. Тепер біля храму завжди чергує поліція, а для того щоб попасти на його територію потрібно пройти через контрольно-пропускний пункт.

## Свято Есала Перахера

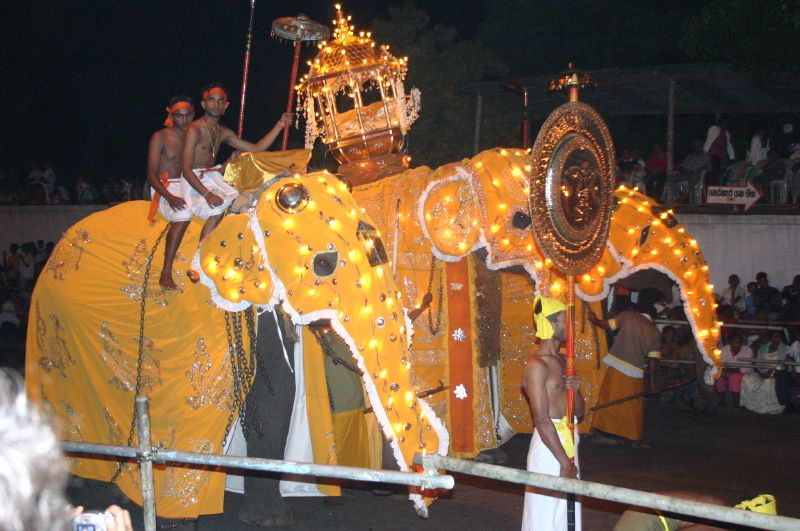
Свято Есала Перахера

Сингали завжди дуже берегли свої традиції, дотримувалися століттями усталені ритуали. І вони твердо вірять, що процесії Зуба Будди можуть викликати дощ і допомогти в інших вельми необхідних справах. Храм Зуба Будди користується у населення особливою шаною і стає центром свята Есала Перахера (англ. Esala Perahera), коли один раз на рік в Шрі-Ланці на честь священної реліквії в дні повного місяця влаштовуються урочистості. Есала — це назва місяця, який припадає на серпень — час мусонних дощів і очікування багатого врожаю.
Звичай виносити Зуб і влаштовувати пишне хода вулицями міста сходить до глибокої старовини. Вперше свято Есала почав проводитися з IV століття нашої ери, коли правитель Мегаванна наказав раз на рік діставати священну реліквію і влаштовувати Перахеру — святкову ходу. Але тільки з XVIII століття королі Цейлону докладно регламентували програму Перахера, яка триває цілий тиждень. На самому початку Перахери влаштовуються невеликі процесії всередині буддійських храмів, де служителі з прапорами, барабанами і священним зброєю простують територією храму.
Головна хода починається ввечері і триває декілька годин. Грім барабанів і труб, світло палаючих смолоскипів — все це створює особливий настрій, але найбільше враження справляють святкування в останню ніч, які тривають до самого ранку. У цей час вулиці Канді повні людей, багато з них приїжджають заздалегідь, щоб зайняти зручні місця, в місті в буквальному сенсі немає жодного вільного місця. Близько 6—7 годин вечора храмові процесії виходять на вулицю і зливаються в єдиний потік, який іде до храму Зуба Будди. Звідси Перахера рухається містом, а вранці прямує до річки, щоб зробити там останній священний обряд — розсічення води.
Одними з головних учасників свята є слони, яких наряджають в яскраві, барвисті одягу і найчастіше прикрашають коштовностями. Коли з храму виносять урну з зубом Будди, її зміцнюють саме на спині головного (або царського) слона, який і відкриває всі хода. На спині королівського слона лежить чудова попону, на хобот надітий чохол, що спалахує в темряві гірляндами різнокольорових лампочок, на шиї слона мелодійно подзвонюють дзвіночки, а його бивні прикрашені наконечниками з карбованого срібла. Вся процесія рухається в строгому порядку. Спочатку йде слон, на якому сидить людина, що тримає в руках священну книгу з викладеними в ній ритуалами свята. За слоном йдуть головні настоятелі храмів та їхні помічники, а на святково прикрашених слонах покояться священні древні реліквії. Особливо почесне місце, звичайно ж, займають служителі храму Зуба Будди. Навколо слонів тісняться учасники свята з барабанами, флейтами й іншими музичними інструментами.
У цю ніч ніхто не спить. Рвуться петарди, оглушливо гримлять барабани, дерев'яним флейта протяжно вторять труби з океанських раковин, дзвенять тамбурини — загальні веселощі розливаються річкою. Жінкам дозволено брати участь тільки в тій частині процесії, де несуть паланкіни, зокрема паланкін цариці. У XVIII столітті саме цей ритуал був внесений до програми свята, з волі правлячого тоді короля в пам'ять про його матір.

## Галерея

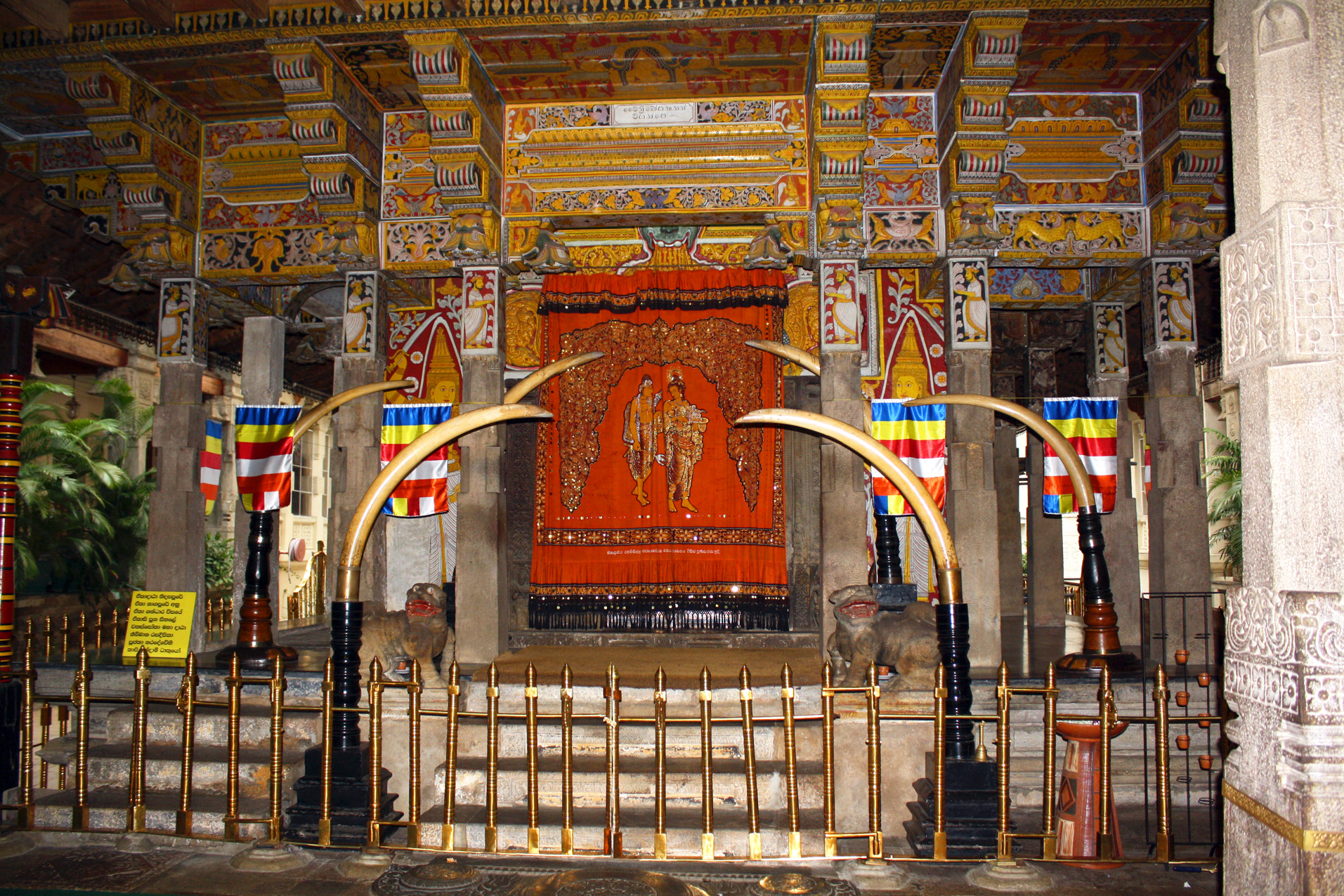
В Храмі Зуба Будди Далада Малігава
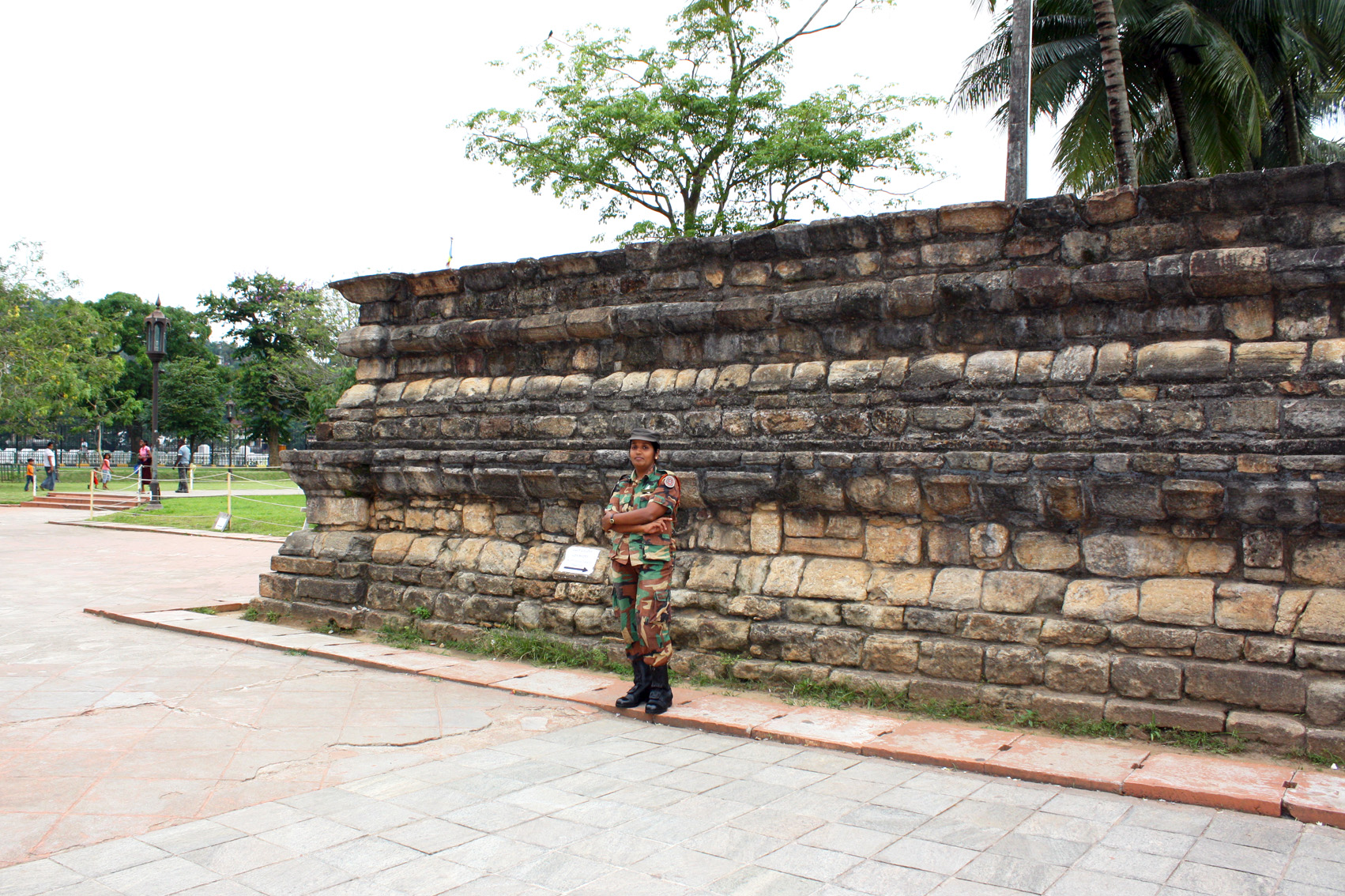
Стіна біля Храму Будди Далада Малігава та жінка охоронець-поліцейський
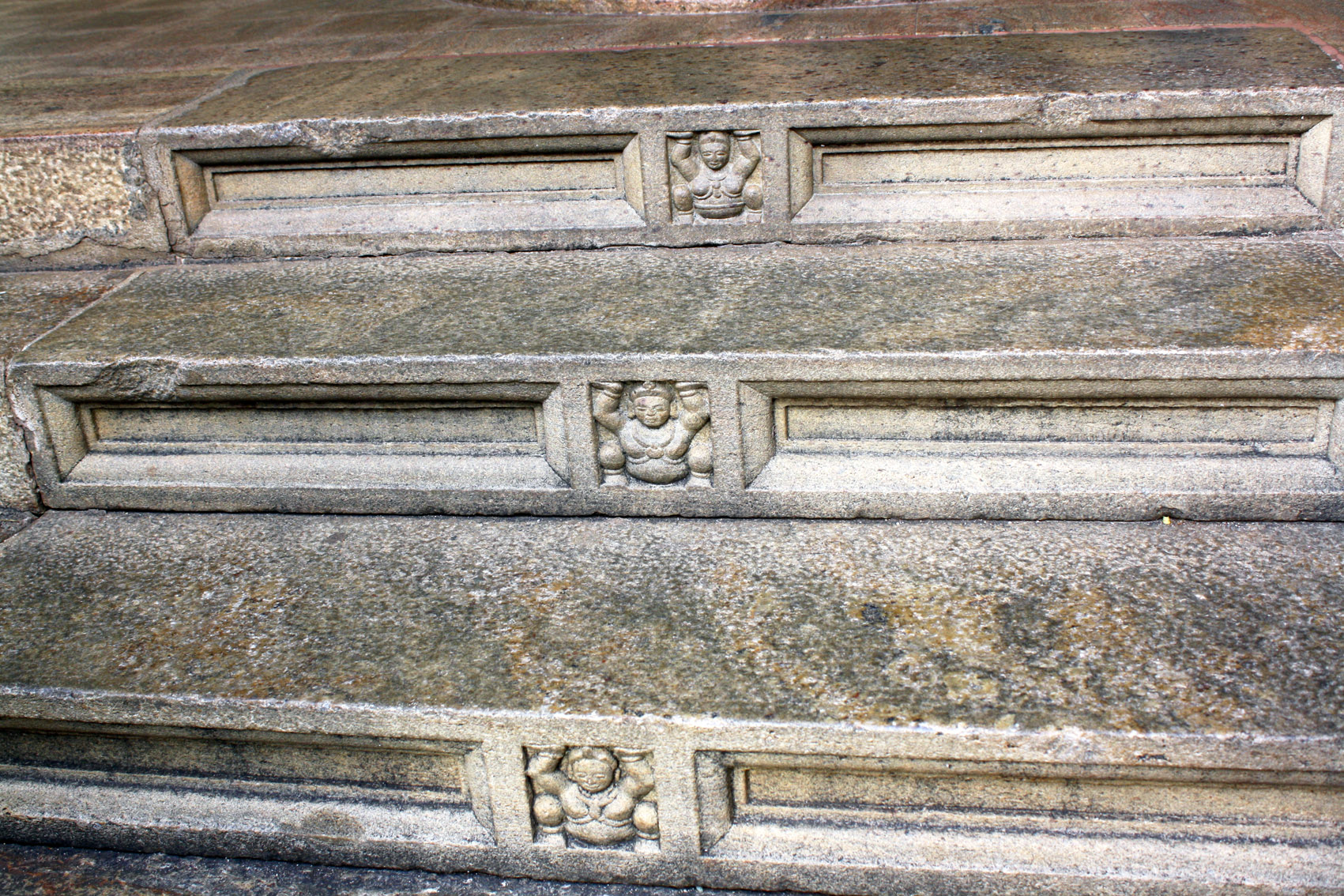
Ступені Храму Будди Далада Малігава
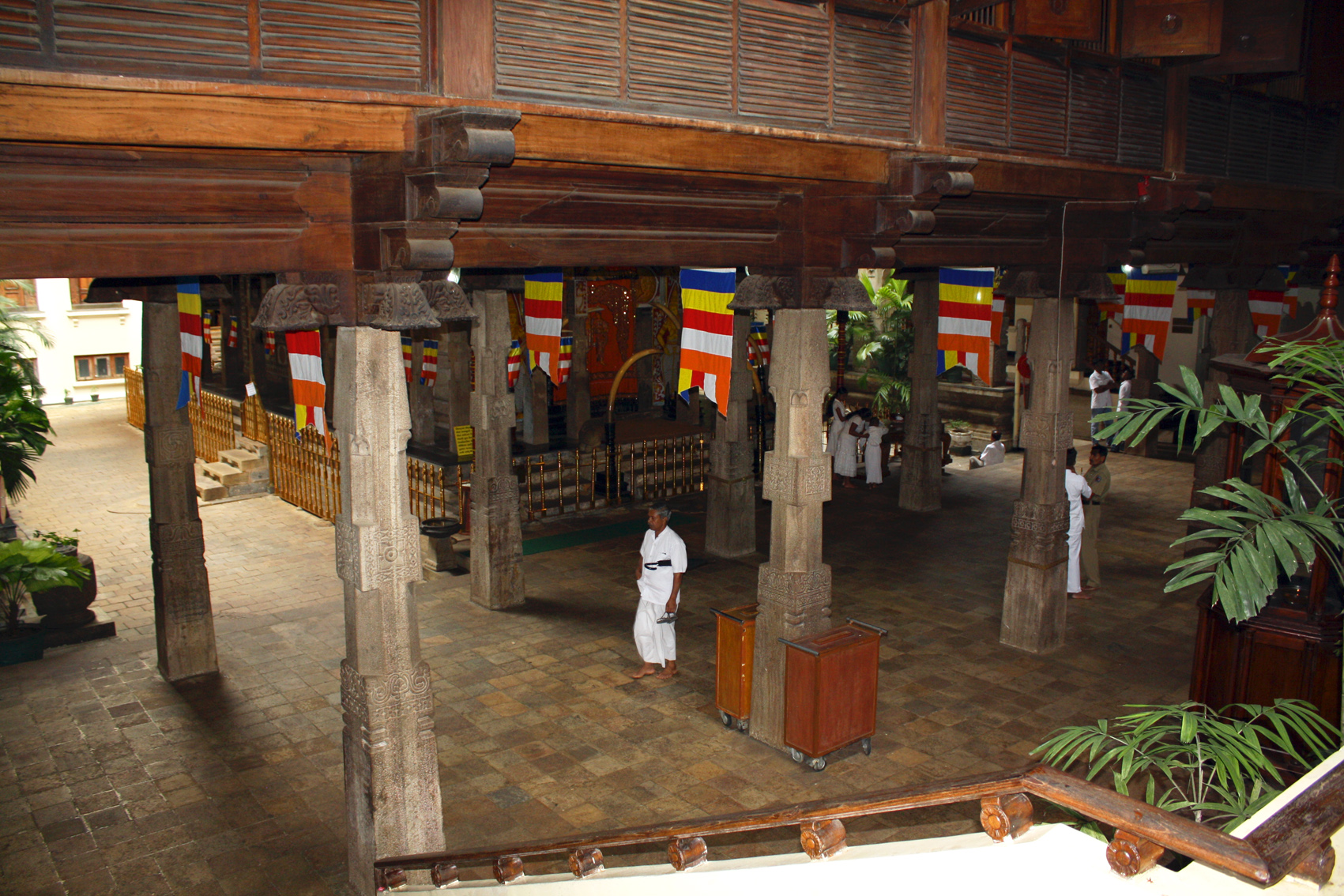
Інтер'єр Храму Зуба Будди Далада Малігава
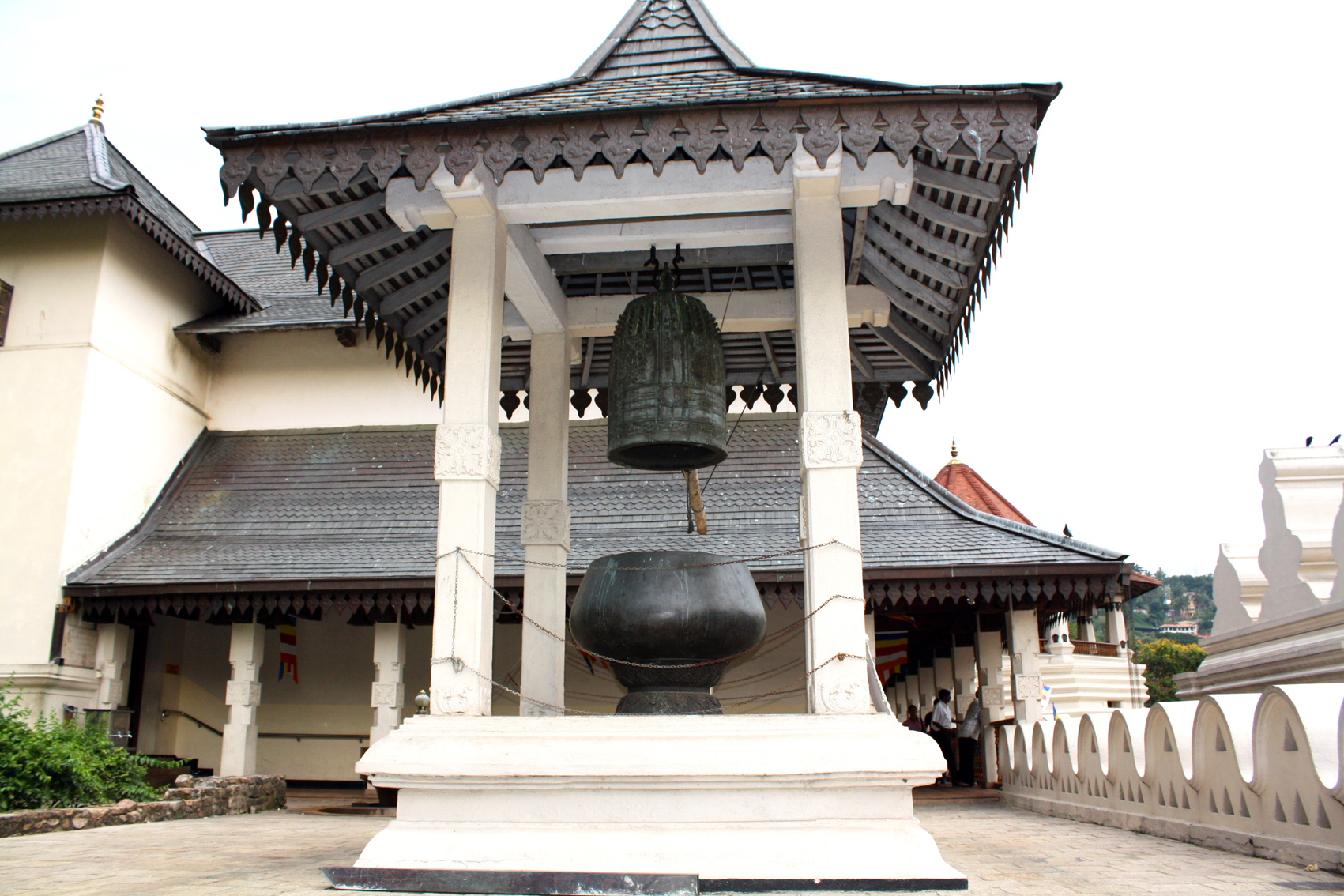
Дзвіниця Храму Зуба Будди Далада Малігава
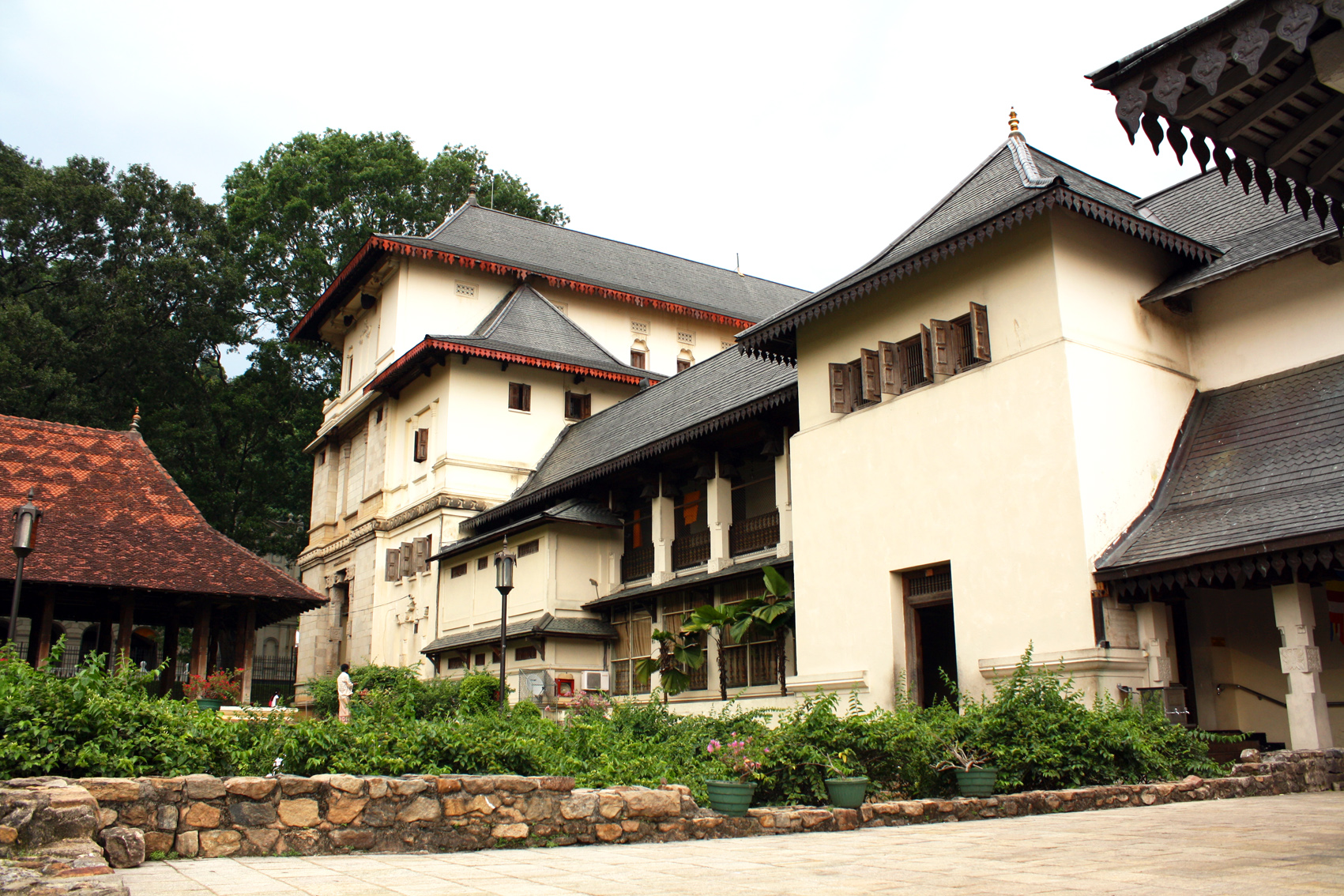
Північний фасад Храму Зуба Будди
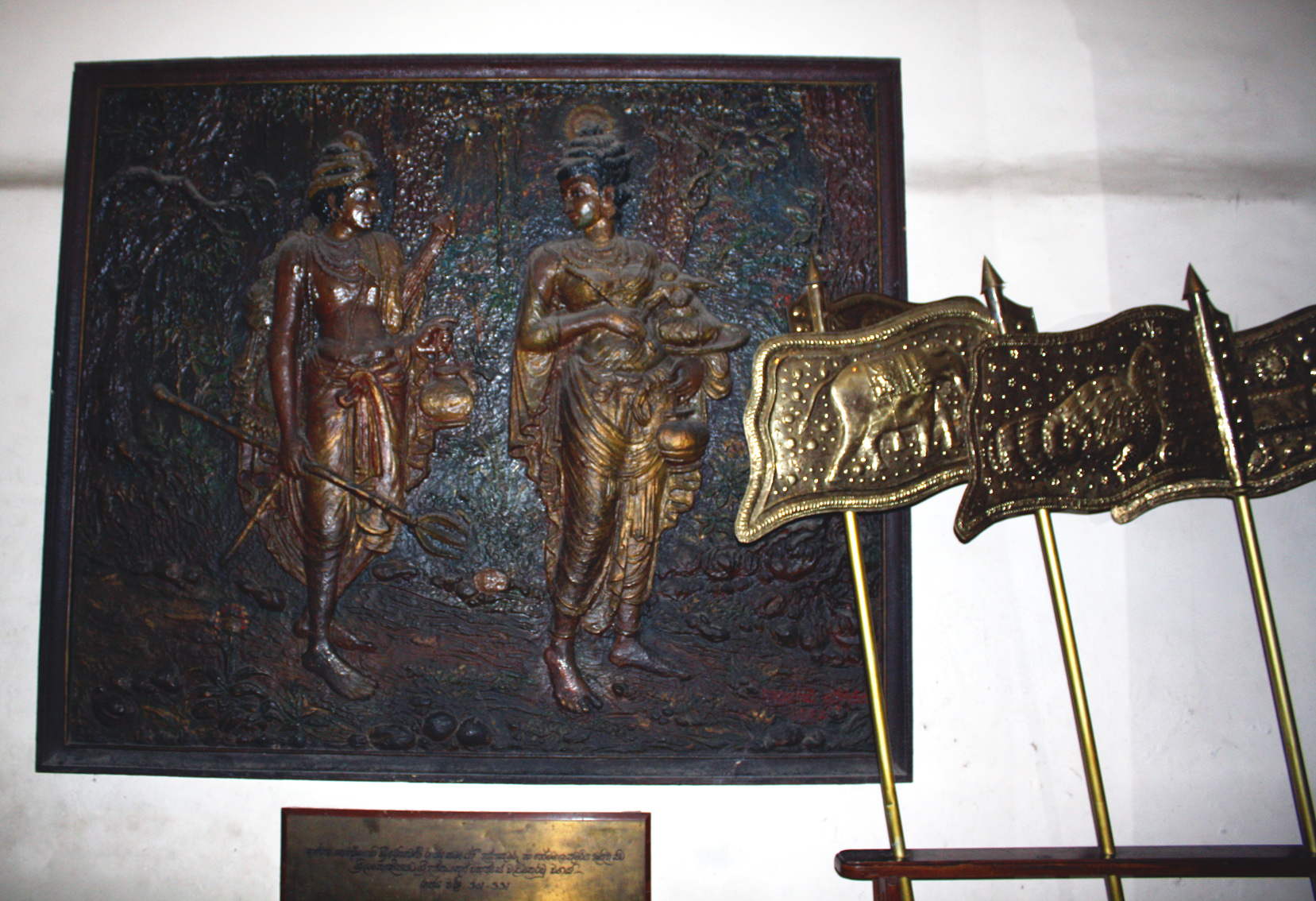
Барель'єф в Храмі Зуба Будди Далада Малігава
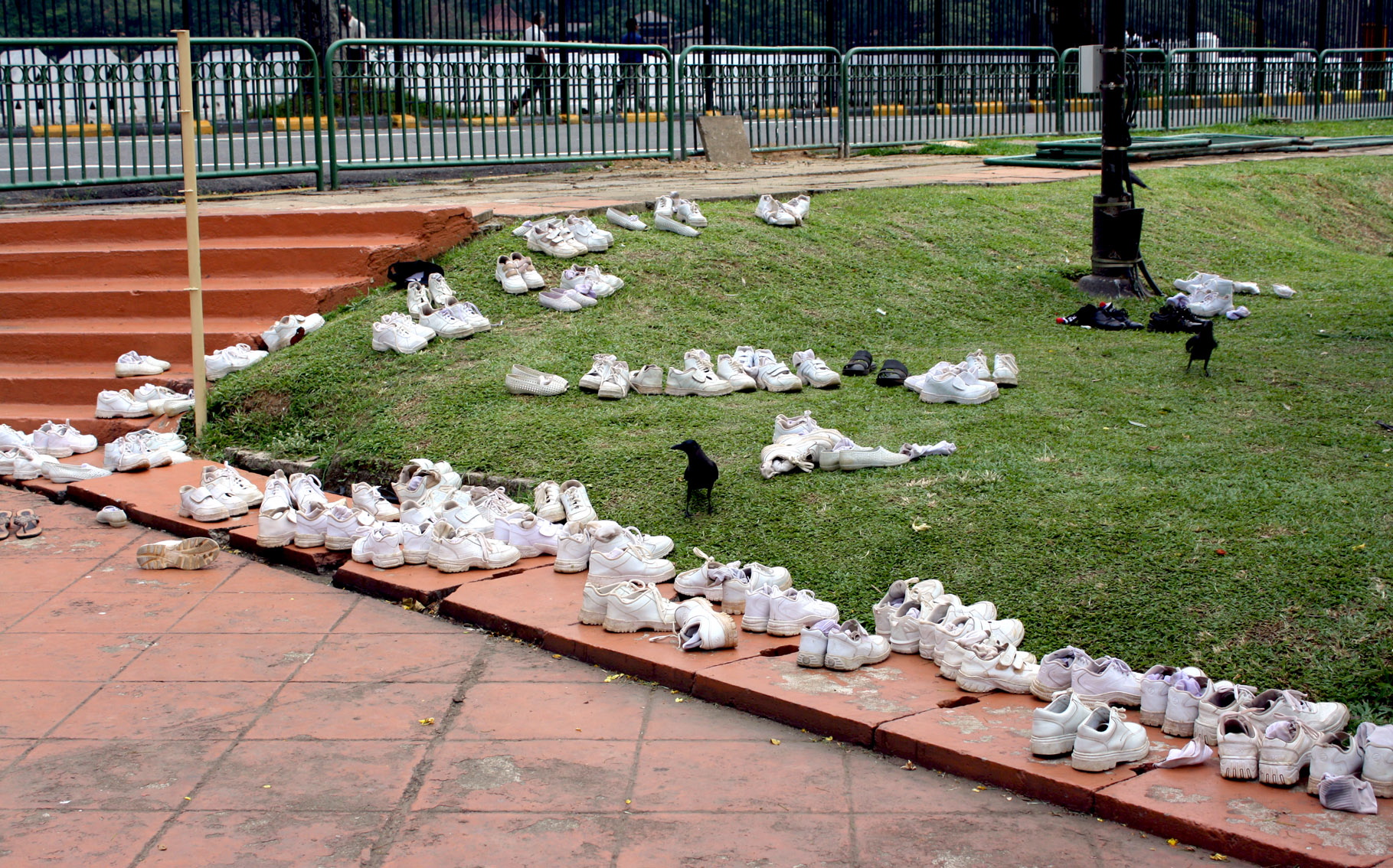
Взуття школярів біля Храму Зуба Будди (до храму не можна заходити у взутті)